# Križanče (żupania varażdińska)
Križanče – wieś w Chorwacji, w żupanii varażdińskiej, w gminie Cestica. Położona jest przy granicy ze Słowenią.
W 2011 roku liczyła 126 mieszkańców.